# Microtus schidlovskii
Microtus schidlovskii là một loài động vật có vú trong họ Cricetidae, bộ Gặm nhấm. Loài này được Argyropulo mô tả năm 1933.